# Chrysotrichia hermani
Chrysotrichia hermani är en nattsländeart som beskrevs av Wells och Huisman 1993. Chrysotrichia hermani ingår i släktet Chrysotrichia och familjen smånattsländor. Inga underarter finns listade i Catalogue of Life.